# Baris Dukel
Baris Dukel (Velsen, 10 april 1910 - IJmuiden of Velsen, 5 november 1973) is een Nederlandse dammer die eenmaal Nederlands kampioen werd. Dukel bezit de titel Nationaal Grootmeester dammen. In 1960 werd hij gedeeld negende op het WK 1960 met 23 punten uit 26 partijen.

## Biografie
Toen Baris Dukel amper 17 jaar oud was meldde hij zich aan bij de damclub DC IJmuiden. In 1934 behaalde hij de meestertitel. Dukel trainde ook andere spelers bij DC IJmuiden. Puck Lighthart, Cees Suijk en Henk Laros volgden zijn voorbeeld en veroverden de meestertitel. 
Zeventien keer deed Baris Dukel mee aan de kampioenschap van Nederland. In 1934 werd Dukel gedeeld eerste met Reinier Cornelis Keller. Keller wist de tweede herkamp te winnen en mocht Maurice Raichenbach uitdagen voor een match om de wereldtitel. Op het NK 1959 werd Dukel kampioen met 19 punten uit 13 partijen, 2 punten meer dan de nummers twee, Jan Bom en Geert van Dijk. Tevens werd hij in dat jaar geridderd in de Orde van Oranje Nassau. Een jaar later werd hij tweede op het Nederlands kampioenschap sneldammen.
Tot aan zijn overlijden in 1973 heeft Baris Dukel vele damsessies geanalyseerd en uitgelegd in het Haarlems Dagblad en de IJmuider Courant.
Baris Dukel werkte als kaairidder (vislosser) in de vishal IJmuiden. Hij was getrouwd met Neeltje Plug (overleden te Velsen op 1 december 2006). Samen hadden ze vier dochters, Lijda (1937-2021), Johanna, Louise en Marianne.

## Titels
- Nederlands kampioen dammen - 1956

## Palmares

### NK (medailles)
- 1933:  NK
- 1934:  NK
- 1938:  NK
- 1959:  NK
- 1960:  NK sneldammen

### WK
- 1960: 9e WK